# Zespół Lujana-Frynsa

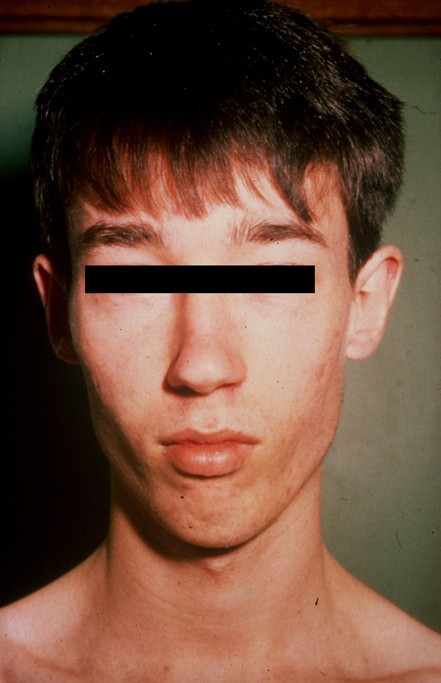
Pacjent z zespołem Lujana-Frynsa: charakterystyczny zestaw cech dysmorficznych twarzy, między innymi hipoplastyczna szczęka, mała żuchwa, wydłużony nos i cienka górna warga

Zespół Lujana-Frynsa (zespół Lujana, ang. Lujan-Fryns syndrome, Lujan syndrome, X-linked mental retardation with marfanoid habitus syndrome) – rzadki, genetycznie uwarunkowany zespół łagodnego lub średniego opóźnienia umysłowego, związany z chromosomem X i dotykający niemal wyłącznie mężczyzn.

## Epidemiologia
Częstość występowania zespołu nie jest znana.

## Objawy i przebieg
Opóźnieniu umysłowemu towarzyszy wyraźna dysmorfia twarzy (długa wąska czaszka, makrocefalia, hipoplazja szczęki, mała żuchwa i wydatne czoło), wysoki wzrost z cechami marfanoidalnymi (długie, smukłe kończyny) i zaburzeniami behawioralnymi. Rozpoznanie stawiane jest na podstawie objawów klinicznych.

## Etiologia
W 2007 roku ukazała się praca, w której u rodziny opisanej przez Lujana stwierdzono mutację w genie MED12 kodującym podjednostkę 12 polimerazy RNA II w locus Xq13. Mutacje w tym genie stwierdzono także u rodziny z rozpoznanym zespołem Opitza-Kaveggii (OMIM#305450). Autorzy zasugerowali, że schorzenia te są alleliczne.